# 大和酒造
大和酒造株式会社（だいわしゅぞう）は兵庫県明石市大久保町にある日本酒の蔵元である。
播磨南東部では、良質な米と水に恵まれて江戸時代初期より酒造りが行われている。明石は、神戸の「灘」に対し、「西灘」と呼ばれ、300年以上の歴史がある酒どころで酒造業を営む蔵元が多く存在した。2019年現在は、市内に酒蔵を持つのは6事業所となった。

## 沿革
- 終戦まで中国で酒造りをしていた。
- 1955年（昭和30年）に明石で創業した。

## 特徴
短時間でもろみを搾り、酒と酒粕に分ける「連続もろみしぼり機」を自社開発するなど、昔から続く酒造りの技に、最新の生産設備を融合。常に変わらない味と品質の酒を造り続けている。酒蔵内には、大きな7トン仕込みの貯蔵タンクがずらりと並び、生産量は市内最大。北陸地方から来た蔵人10人と力を合わせ、酒造りを行っている。

## 商品
- 代表銘柄は、大和鶴。（出来たお酒は、小売り販売はしていない）

## アクセス
- 山陽電車「江井ヶ島駅」から西へ徒歩で約12分。
- ＪＲ駅（大久保駅・魚住駅）からは「Tacoバス」を利用。
  - 停留所は「江井島サービスコーナー北」。
- 車なら、兵庫県道718号明石高砂線 「Aコープ江井島店」前の交差点から南に約350m。道は狭い。

## 同名の酒造会社
- 大和酒造（やまと）株式会社 佐賀県佐賀市大和町尼寺2620。
- 大和酒造（やまと）株式会社 奈良県御所市大字柏原313番地。

## 明石市内にある蔵元
- 明石市内にある蔵元の一覧[2]。

| 名柄名 | 会社名               | 郵便番号 | 住 所              |
| ------ | -------------------- | -------- | ------------------ |
| 明石鯛 | 明石酒類醸造株式会社 | 673-0871 | 大蔵八幡町1-3      |
| 来楽   | 茨木酒造合名会社     | 674-0084 | 魚住町西岡1377     |
| 神鷹   | 江井ヶ嶋酒造株式会社 | 674-0065 | 大久保町西島919    |
| 大和鶴 | 大和酒造株式会社     | 674-0065 | 大久保町西島1063-2 |
| 空乃鶴 | 西海酒造株式会社     | 674-0071 | 魚住町金ヶ崎1350   |
| 赤石   | 太陽酒造株式会社     | 674-0064 | 大久保町江井島789  |